# 宮田敦司
宮田 敦司（みやた あつし、ペンネーム：清水惇、1969年 - ）は、日本の航空自衛官、北朝鮮研究者、韓国語・朝鮮語翻訳者。

## 略歴
- 1969年 - 愛知県名古屋市にて出生[1][2]
- 1987年 - 航空自衛隊入隊
- 陸上自衛隊調査学校語学課程修了。10年以上にわたり情報部隊で勤務。主担当は北朝鮮、その間、中朝国境から持ち出された金正日の命令書、労働党・人民軍の内部文書を多数入手する。その数は220冊にのぼる[2]。
- 1989年 - 日本大学法学部政治経済学科入学、1994年卒業[1]。
- 1999年 - 日本大学大学院総合社会情報研究科博士前期課程入学[1]。陸上自衛隊・防衛研究所出身の乾一宇のゼミに学ぶ[3]。
- 2005年 - 航空自衛隊退職[2]。
- 2008年 - 日本大学大学院総合社会情報研究科博士後期課程修了。北朝鮮研究で博士号（総合社会文化）を取得[1]。

## 著書
- 清水惇『北朝鮮情報機関の全貌　－独裁政権を支える巨大組織の実態－』光人社、2004年6月30日。ISBN 4-7698-1196-9。
- 清水惇『北朝鮮軍特殊部隊の脅威　－日本を狙う最強部隊の組織と実力－』光人社、2005年4月6日。ISBN 4-7698-1239-6。
- 清水惇『北朝鮮軍の全貌　－独裁体制の守護者・朝鮮人民軍の実体－』光人社、2006年1月5日。ISBN 4-7698-1282-5。
- 宮田敦司『北朝鮮の人間改造術、あるいは他人の人生を支配する手法』講談社、2010年10月21日。ISBN 978-4062726801。
- 宮田敦司『中国の海洋戦略　－アジアの安全保障体制－』批評社、2014年6月25日。ISBN 978-4-8265-0602-1。
- 宮田敦司『北朝鮮恐るべき特殊機関　－金正恩が最も信頼するテロ組織－』潮書房光人社、2017年5月9日。ISBN 978-4-7698-1644-7。
- 宮田敦司 『日本の情報機関は世界から舐められている ー 自衛隊情報下士官が見たインテリジェンス最前線ー 』潮書房光人新社、2018年2月24日。ISBN 978-4-7698-1657-7｡
- 政府機関向けレポート類

## 訳書
- 李ジョンヨン 著、宮田敦司 訳『北朝鮮軍のA to Z　－亡命将校が明かす朝鮮人民軍のすべて－』光人社、2009年7月11日。ISBN 978-4-7698-1443-6。

## 論文
- 国立情報学研究所収録論文 国立情報学研究所
- 国立情報学研究所収録論文 国立情報学研究所

## 出演番組
- 〜裏ネタワイド〜 DEEPナイト （テレビ東京系列）
- NHKスペシャル「日本の諜報 スクープ 最高機密ファイル」[4]